# Distretto di Chisquilla
Il distretto di Chisquilla è un distretto del Perù nella provincia di Bongará (regione di Amazonas) con 346 abitanti al censimento 2007 dei quali 140 urbani e 206 rurali.
È stato istituito il 20 luglio 1946.